# Pascual Sisto
Pascual Sisto (1975, Ferrol, España) es un cineasta y artista visual español. Sus obras se han exhibido en galerías y museos internacionales, como el Centro Pompidou, el Centro MAK de Arte y Arquitectura, el Museo de Arte Moderno de Estambul y la 53.ª Bienal de Venecia.
John and the Hole, la película que marca su debut como director, fue seleccionada para los festivales de Cannes 2020 y Sundance 2021, y lo nombró por Variety como uno de los diez directores a seguir en 2021.
Su trabajo ha sido reseñado en Art in America, Flash Art, Los Angeles Times y Vice Creator's Project.

## Filmografía
Cine
- 2003: Océano (cortometraje, productor ejecutivo y guionista)
- 2021: John and the Hole (director)

Televisión
- 2017-presente: Steps (codirector, productor y productor ejecutivo)

## Premios y nominaciones
| Año  | Premiación                               | Categoría                        | Trabajo | Resultado | Ref.   |
| ---- | ---------------------------------------- | -------------------------------- | ------- | --------- | ------ |
| 2003 | Rhode Island International Film Festival | Gran Premio - Kodak Vision Award | Océano  | Ganador   | [ 10 ] |